# Teoria delle foliazioni
In matematica, la teoria delle foliazioni studia la decomposizione di un oggetto geometrico di {\displaystyle n} dimensioni in altri oggetti di dimensione inferiore, detti foglie. La teoria si colloca nell'ambito della geometria differenziale e della topologia differenziale.

## Storia
La teoria delle foliazioni fu sviluppata negli anni '40, quasi simultaneamente ma indipendentemente, da Charles Ehresmann e Georges Reeb, che presero lo spunto da una domanda fatta da Heinz Hopf negli anni '30:

Esiste sulla sfera euclidea {\displaystyle \mathbb {R} ^{3}}, una foliazione di dimensione due?
A questa domanda Georges Reeb rispose affermativamente, dimostrando, per esempio, l'esistenza di una foliazione liscia. 
Tra gli studiosi che hanno dato importanti contributi alla teoria delle foliazioni vi sono stati lo svizzero André Haefliger e lo statunitense William Thurston.